# Kallapur, Haveri
Kallapur là một làng thuộc tehsil Haveri, huyện Haveri, bang Karnataka, Ấn Độ.